# William Etty
William Etty (York, Egyesült Királyság, 1787. március 10. - York, 1849. november 13.) angol festőművész. Leginkább meztelen figurákat tartalmazó történelmi festményeiről ismert. Ő volt az első jelentős brit akt- és csendéletfestő.

## Életpályája
Szülei Matthew Etty és Esther Calverley voltak.
12 évesen otthagyta az iskolát, hogy nyomdásztanonc legyen  Kingston upon Hull-ban. 7 év után végzett, majd 1807-ben Londonba költözött, ahol beiratkozott a Royal Academy Schoolsra. Thomas Lawrence alatt tanult és más művészek műveit másolta. Ezután Füssli tanítványa volt. Tanulányutat tett Párizsba és Itáliába, ahol a velenceiek hatottak a stílusára. 
Főleg finom érzékiségű alakokat festett. Stílusa hatott a magyar Brocky Károlyra.

## Képgaléria

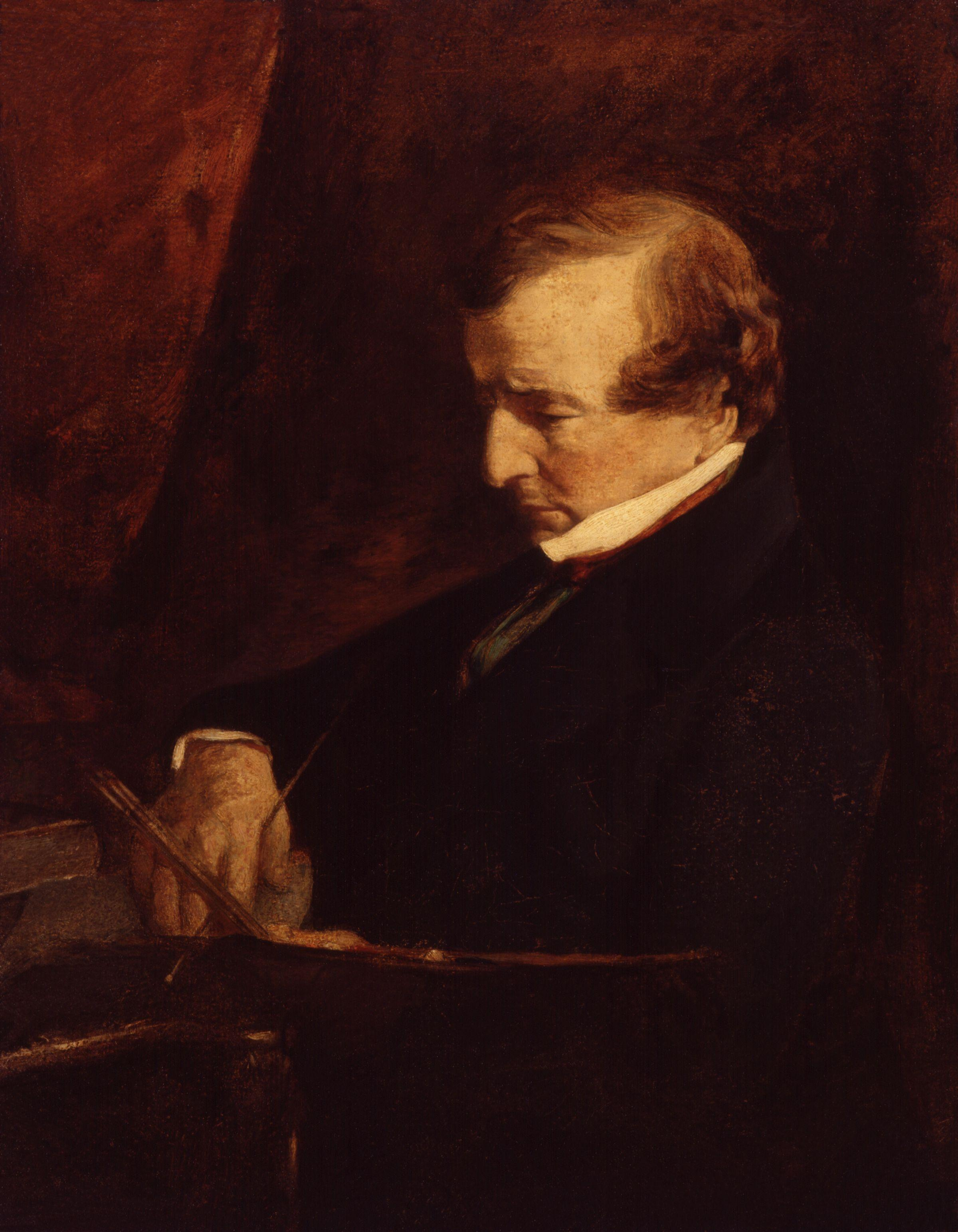
Önarcképe
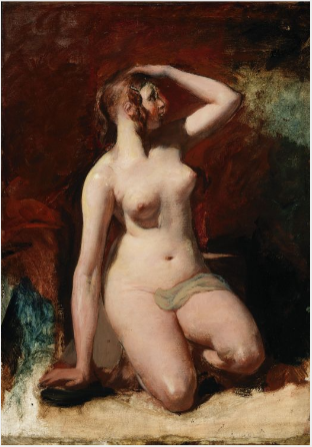
Akttanulmány
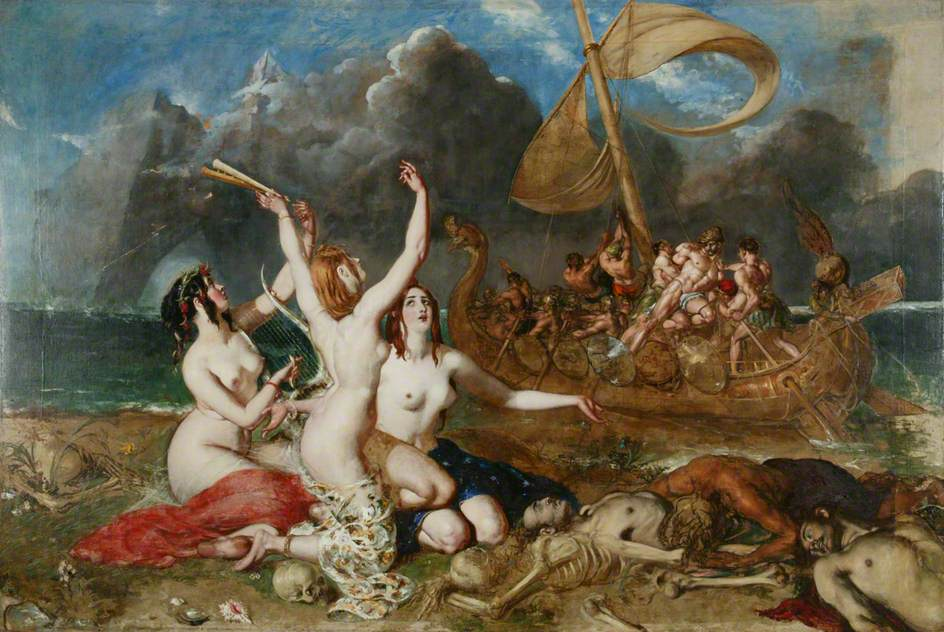
Odüsszeusz és a szirének (1837)
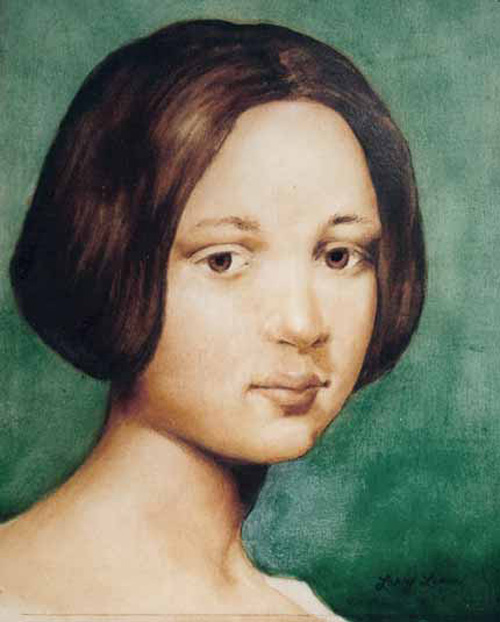
Mira
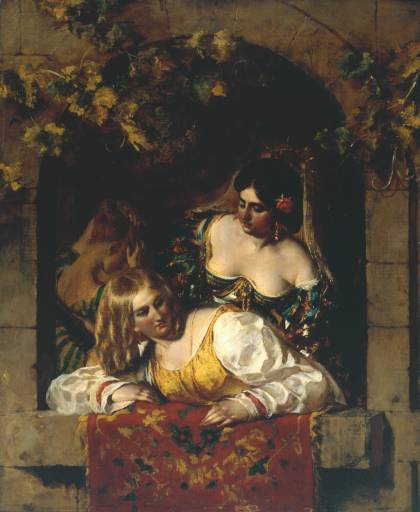
Velence (1831)
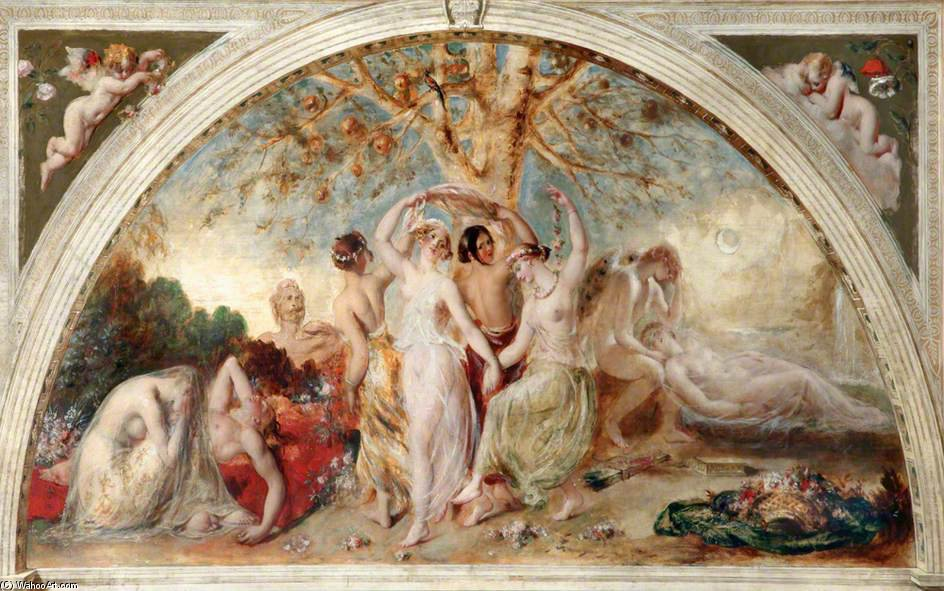
Hesperus (1844)